# دتلینگ
دتلینگ (به انگلیسی: Detling) یک روستا و محله مدنی در بریتانیا است که در Maidstone واقع شده‌است. دتلینگ ۷۹۶ نفر جمعیت دارد.